# يوري موسكو
يوري دانيلوفيتش، يعرف أيضا باسم جورجي دانيلوفيتش (Данилович Юрий بالروسية؛ 1281-21 تشرين الثاني/نوفمبر، 1325) أمير موسكو (1303–1325) وأمير فلاديمير الأكبر (1318-1322).
وكان يوري أكبر أبناء دانييل ألكسندروفيتش أول أمير موسكو، وكذلك هو شقيق أكبر لإيفان الأول وكان العمل الرسمية الأولى له الدفاع عن زاليسكي بيريسلافل ضد الدوق الأكبر أندري الثالث، وبعد وفاة أندري، كان يوري أن يتنافس على لقب الدوق الأكبر مع ابن عمه ميخائيل تفير، بحيث تمكن جيس تفير من محاصرة بيريسلافل وموسكو نفسها، ذهب ميخائيل إلى القبيلة الذهبية وارتقى خان له إلى الموضع الأعلى بين الأمراء الروس.
في غضون ذلك رتب يوري بقتل الأمير قسطنطين في ريازان، هذا حاكم سيئ الحظ قد تم القبض على والد يوري أثناء العودة في 1302، وقد تم سجنهم في موسكو منذ ذلك الحين، بينما صدمة ريازان بهذه الأعمال بربرية، يوري المرفقة حصن ريازانيان الرئيسية من كولومنا إلى «دوقية موسكو». القبض عليه وأيضا موزايسك، التي ينتمي سابقا إلى الأمراء من سمولينسك. 1314، يوري تأمين المساندة من بيتر المتروبولية وتشكيل تحالف مع نوفغورود ضد تفير. الآن، شعر قوية بما فيه الكفاية لتحدي «ميخائيل تفير» في القبيلة.
1315 يوري ذهب إلى القبيلة الذهبية، وبعد أن أمضى هناك سنتين، وشيد تحالفاً مع أوزبك خان، بحيث عقد قرانه على شقيقته كونتشاكا آن خان، وعلى الفور خلع أوزبك خان ميخائيل وعين يوري على الأمير الأكبر، عاد مرة أخرى في روسيا مع قوة كبيرة من المغول، ومع اقترابه من تفير دخل في معركة التي انهزم فيها، وأصبح شقيقه بوريس وزوجته من الأسرى، عندئذ فر نحو نوفغورود، محاولاً التفاوض على الصلح، بالتزامن ذلك توفيت زوجته بشكل غير متوقع وهي لا تزال رهينة تفير، استغل يوري الفوضى التي تلت، واشتكاء لنسيبه الخان أنه تم دس السم لشقيقته من قبل ميخائيل. خان استدعى كلا الأمراء إلى ساراي، وبعد محاكمة، وقد أعدم ميخائيل.
يوري عاد إلى روسيا، يكره الأمراء والشعب على حد سواء، وفي 1319 الأخرى الآن عُهد بمهمة جمع جزية عموم روسيا إشادة إلى القبيلة. ولكن الابن لميخائيل وخليفته «ديمتري العيون الرهيبة»، لا يزال يعارض حكمه، وفي 1322 تمكن ديمتري من سعى للانتقام لمقتل والده، ذهب إلى ساراي، وأقنع خان أن يوري قد استولى على جزء كبير من جزية القبيلة، مما أدى إلى استدعاء يوري إلى المحاكمة من قبل القبيلة، ولكن قبل أي تحقيق رسمي، تلفى يوري مصرعه على يد ديمتري. ثمانية أشهر في وقت لاحق، أعدم ديمتري أيضا في القبيلة.
قبل وقت قصير من وفاته، يوري قياد الجيش نوفغورود محاربة السويديين، وأسست حصن عند مصب نهر نيفا. عند التوقيع المعاهدة واوريخوفو في 1323، يوري استمر شرقا وغزا فليكي أوستيوغ في نفس العام.